# Monts Korgon
Les monts Korgon (en russe : Коргонский хребет) forment un massif montagneux de 100 kilomètres de longueur au nord-ouest de l'Altaï partagés entre la république de l'Altaï et le kraï de l'Altaï qui culmine à 2 490 mètres d'altitude.

## Géographie

### Topographie
L'altitude moyenne de ses sommets s'échelonne entre 2 000 et 2 200 mètres. Ils s'étendent du nord-ouest au sud-est et sont découpés par des vallées relativement profondes, comme celles des rivières Korgon (embouchure à Korgon), Kouterguen, Krasnoïarka, ou Koumir, affluents du Tcharych. Les monts Korgon sont situés entre le massif de Bachtchelak et les monts de la Terekta au nord et les monts de la Koksa au sud.

### Géologie
Les monts sont surtout formés de tuffeau, de grès et de granite.

### Flore
Jusqu'à 1 900 mètres d'altitude, les pentes des monts sont recouvertes de sapins, de pins de Sibérie et de différents conifères avec des mélèzes. Au-dessus, ce sont les alpages et la toundra alpine qui dominent.

### Infrastructures
Les monts Korgon sont traversés à l'est par la route R373 qui mène à Tioungour.

## Source
- (ru) Cet article est partiellement ou en totalité issu de l’article de Wikipédia en russe intitulé « Коргонский хребет » (voir la liste des auteurs).